# カワシオグサ
カワシオグサ（Cladophora glomerata Kützing）は、緑藻類シオグサ目シオグサ科に属する緑藻である。通称、アオノロ。
カワシオグサは川底の石などに生える長さ2〜10cmくらいの大型糸状緑藻である。

## 環境への影響
カワシオグサが河床を覆いつくすとアユの餌となる珪藻や藍藻等の生育が阻害されるようになり、アユにとって占有するメリットが少なく縄張りが形成されにくくなる。また、カワシオグサはある程度まで伸長すると水流や枯死によって藻体が切れて流下するが、このちぎれた藻体が釣糸に多数絡まるといった被害もありアユ釣りが行われている日本各地で問題視されている。
カワシオグサの明確な発生原因は不明である。一説によると、カワシオグサの繁茂の原因は、河川の流下土砂量の減少とダムの流量調整によって出水量が減少することによる河床の長期安定化が原因という見解が示されている。